# 發育不良
發育不良（英語：dysplasia）又稱發育障礙、發育異常，是病理学的詞語，指细胞或器官各种类型的异常生长或发育，或指很可能由这种生长或发育导致的异常组织或解剖结构；但也常單獨特指上皮組織在分化及發育的問題（异生）。
另外，英语“dysplasia”的涵盖意义相当广泛，因此汉语翻译依语境也差异甚大，dysplasia 包括了微观尺度的细胞层次，以及宏观尺度的器官层次。细胞层次的增生病变有上皮增生不良（epithelial dysplasia，特称为异型增生、异生）、骨骼的纤维性结构不良）、骨髓增生不良（特称为骨髓增生异常综合征）。器官层次的发育不良有髋关节发育不良、肾发育不良（多囊性肾发育不良）。

## 髋关节发育不良
髋关节发育不良（hip dysplasia）是一组髋臼和股骨近端畸形以及头臼（股骨头和髋臼）相互关系异常的疾病。

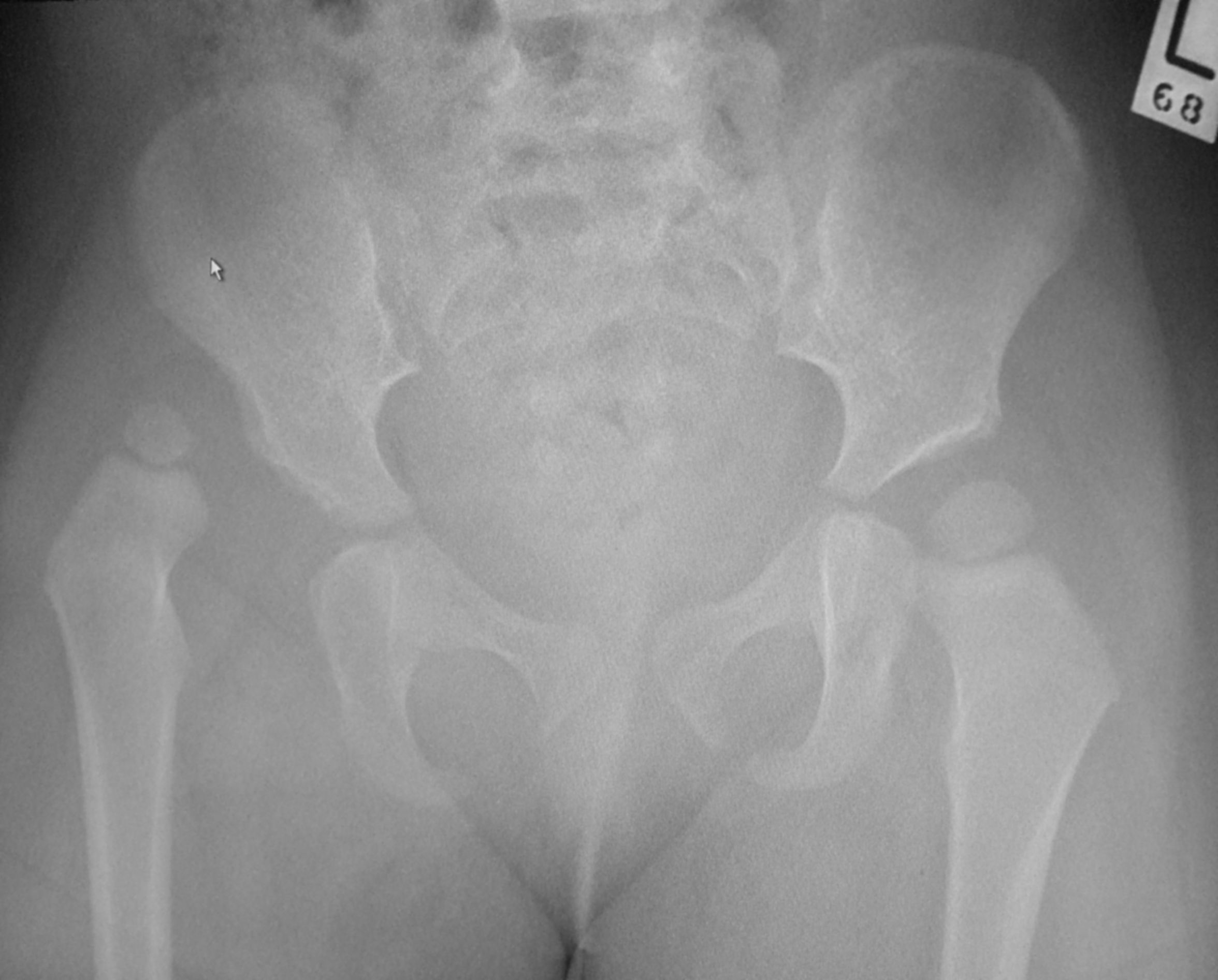
儿童右髋关节发育不良併脱臼

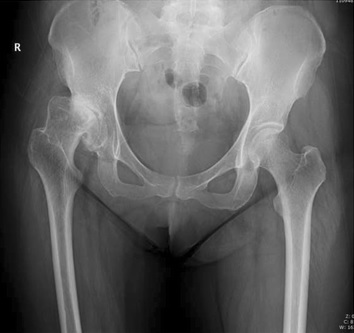
40岁女性，由于右髋关节发育不良，常年磨损，必须行全关节置换手术

## 多囊性肾发育不良

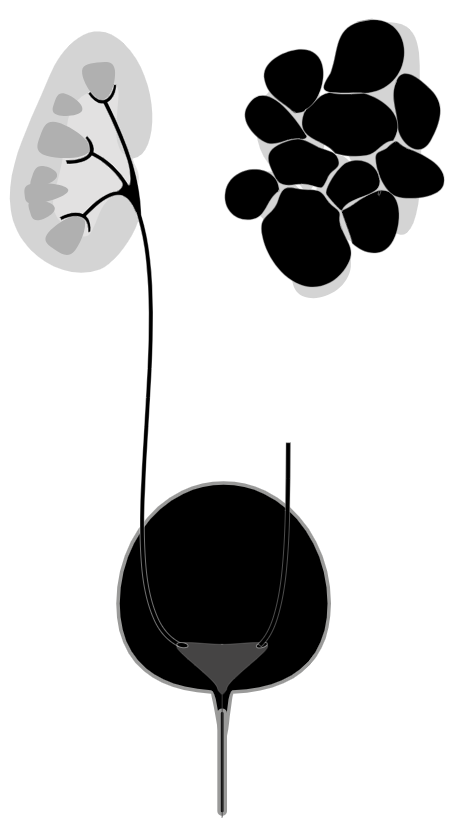
左肾多囊性肾发育不良示意图

多囊性肾发育不良（multicystic dysplastic kidney）是肾实质发育异常而形成多个大小不等且互不相通的囊肿且伴随输尿管闭锁的疾病。

## 延伸閱讀
- Noel Weidner (editor), Richard Cote, Saul Suster, Lawrence Weiss. . London: W.B. Saunders. 2003. ISBN 0-7216-7253-1. OCLC 50244347.
- Ramzi S. Cotran, Vinay Kumar, Tucker Collins (Editor).  6th. London: W.B. Saunders. 1999. ISBN 0-7216-7335-X. OCLC 39465455.